# Toldaos (Incio)
Toldaos (llamada oficialmente Santiago de Toldaos) es una parroquia y una aldea española del municipio de Incio, en la provincia de Lugo, Galicia.

## Límites
Limita con las parroquias de Reboiro al norte, Santa Marina de Incio al este, Sirgueiros al sur, y Rendar y Viso al oeste.

## Organización territorial
La parroquia está formada por siete entidades de población, constando seis de ellas en el nomenclátor del Instituto Nacional de Estadística español:

### Entidades de población
Entidades de población que forman parte de la parroquia:
- Barrio (O Barrio)
- Outeiro
- O Pacio
- Pedrouzos
- Toldaos
- Vila de Cais

### Despoblado
Despoblado que forma parte de la parroquia:
- Reboredo

## Demografía

### Parroquia
| Gráfica de evolución demográfica de Toldaos (parroquia) entre 2000 y 2020 |
|                                                                           |
| Datos según el nomenclátor publicado por el INE.                          |

### Aldea
| Gráfica de evolución demográfica de Toldaos (aldea) entre 2000 y 2020 |
|                                                                       |
| Datos según el nomenclátor publicado por el INE.                      |